# Pseudoneureclipsis ussuriensis
Pseudoneureclipsis ussuriensis là một loài Trichoptera trong họ Dipseudopsidae. Chúng phân bố ở miền Cổ bắc.